# Ivo Pogorelić
Ivo Pogorelić, hrvaški pianist, * 20. oktober 1958, Beograd.
Ivo Pogorelić je začel igrati klavir s sedmimi leti, 5 let kasneje pa je odšel v Moskvo, kjer je študiral pri prof. Jevgeniju Timakinu, kasneje pa tudi diplomiral na Moskovskem konservatoriju. Leta 1976 je začel intenzivno študirati pri priznani gruzijski pianistki Alizi Kezeradze, ki je usodno zaznamovala njegovo umetniško in pozneje kot njegova soproga tudi osebno življenjsko pot. Aliza Kezeradze mu je posredovala pianistične načine tradicionalne Liszt-Silotijeve šole.
Pogorelić je osvojil visoke nagrade na mnogih pianističnih tekmovanjih: prvi nagradi na tekmovanju Casagrande v Terniju (Italija, leta 1978); in na Montrealskem mednarodnem glasbenem tekmovanju leta 1980. Bleščeča mednarodna kariera tega hrvaškega pianista pa se je začela leta 1980 s škandalom na mednarodnem Chopinovem tekmovanju v Varšavi in sicer zaradi nagrade, ki je ni prejel: na tekmovanju Frederica Chopina je bil izključen v tretji etapi. »Nenavadna« izvedba Chopinovih del tedaj 21-letnega pianista je po eni strani navdušila občinstvo, po drugi pa razklala žirijo, ki je Pogoreliću preprečila nadaljevanje in udeležbo v sklepni etapi tekmovanja. Žirijo je sprl navidezno nov in izviren, vendar dokaj klasicističen, bolj chopinovski slogovni pristop k izvedbi, ki se je razlikoval od prevladujočega slogovnega trenda, ki ga je uveljavil Maurizio Pollini. Argentinska pianistka Martha Argerich, med pianističnimi krogi znana kot goreča zagovornica mladih nadarjenih pianistov, ga je razglasila za genija in protestno zapustila žirijo.
Pogorelić je debitiral z recitalom v newyorškem Carnegie Hallu leta 1981. V istem letu je posnel prvo zgoščenko za Deutsche Grammophon in leto pozneje s to prestižno založbo podpisal tudi ekskluzivno dolgoročno pogodbo. Sodelovanje je do sedaj obrodilo več kot ducat mednarodno priznanih posnetkov Bacha, Beethovna, Brahmsa, Chopina, Čajkovskega, Haydna, Liszta, Prokofjeva, Ravela, Scarlattija, Schumanna in Skrjabina ter uveljavilo Iva Pogorelića kot enega najboljših ter najprepoznavnejših klasičnih umetnikov vseh časov na posnetkih. Nastopa z najznamenitejšimi svetovnimi orkestri in dirigenti ter koncertira na mnogih solističnih recitalih. Leta 1986 je v Opatiji ustanovil pianistično šolo, leta 1994 je ustanovil organizacijo, ki je z dobrodelnimi koncerti pripomogla pri medicinski oskrbi Sarajeva. Leta 1988 je bil kot prvi klasični glasbenik UNESCOv »ambasador dobre volje«.
Njegov brat Lovro Pogorelić je prav tako odličen pianist.